# Nadia Hilker
Nadia Hilker (Múnic, 1 de desembre de 1988) és una actriu i model alemanya. Hilker es va donar a conèixer el 2014 quan va interpretar el paper principal de Louise a la pel·lícula de terror Spring. Des del 2016 fins al 2017 va interpretar a la guerrera Luna a la sèrie de televisió distòpica The 100 de The CW Television Network. Des del 2018 va interpretar a Magna, personatge de la sèrie de televisió The Walking Dead.

## Carrera
Nadia ha estat a la càmera de nombroses revistes nacionals i internacionals i empreses de moda i ha rodat anuncis publicitaris, entre d'altres, per Clearasil i C&A. Amb el modelatge, finalment va començar a actuar. Al llargmetratge ARD Zimmer mit Auntie, va interpretar el paper principal femení al costat de Jutta Speidel i Ingo Naujoks. Després van seguir nombroses aparicions a la sèrie i altres papers en pel·lícules de televisió com L'altra dona de Rosamunde Pilcher amb Rupert Everett i Natalia Wörner. El 2014 va assumir el paper de protagonista femenina al llargmetratge Spring.
Un curtmetratge que va protagonitzar Hilker va ser In the Gallery de Kai Sitter. El projecte es va estrenar a Múnic l’agost del 2013. L’objectiu principal de la pel·lícula és la relació entre cinc personatges diferents, les seves trobades en un espai tancat i la seva interacció entre ells. En aquesta pel·lícula, va compartir el paper principal amb l'actor i productor Seren Sahin. La pel·lícula va celebrar la seva estrena el maig del 2014 a Berlín al Moviemento i Kino Babylon. A la galeria ha rebut comentaris positius en revistes i diaris de cinema turc.

Del 2016 al 2017, Hilker va protagonitzar set episodis de la sèrie de televisió de ciència-ficció The 100.
El 2018, Hilker es va unir al repartiment de la sèrie de televisió AMC The Walking Dead, interpretant a un personatge anomenat Magna.
El 2020, Hilker va estar en un episodi de la segona temporada de la sèrie de televisió The Edge of Reality

## Filmografia

### Cinema
| Any  | Títol                           | Paper  | Notes |
| ---- | ------------------------------- | ------ | ----- |
| 2014 | Spring                          | Louis  |       |
| 2016 | The Divergent Series: Allegiant | Nita   |       |
| 2016 | Persecució al límit             | Rowena |       |

### Televisió
| Any        | Títol                                    | Paper            | Notes                 |
| ---------- | ---------------------------------------- | ---------------- | --------------------- |
| 2010; 2014 | Alarm für Cobra 11 – Die Autobahnpolizei |                  | episodis: 15x02-18x01 |
| 2010; 2012 | SOKO München                             | Tina Pfeifer     | episodis: 36x06-38x06 |
| 2011; 2015 | Soko Stuttgart                           |                  | episodis: 3x12-6x15   |
| 2012       | Der letzte Bulle                         | Romy Weidner     | episodi: 3x12         |
| 2012       | The Other Wife                           | Gemma Kendall    | minisèrie             |
| 2016–2017  | The 100                                  | Luna kom Floukru | 7 episodis            |
| 2018–2022  | The Walking Dead                         | Magna            | 30 episodis           |
| 2020       | The Twilight Zone                        | Channing Carp    | episodi: 2x06         |